# Hrvaško narodno gledališče v Subotici
Hrvaško narodno gledališče v Subotici (hrvaško: Hrvatsko narodno kazalište u Subotici; kratica: HNK Subotica) je hrvaško narodno gledališče v mestu Subotica v Vojvodini, Srbija. Je eno od treh hrvaških narodnih gledališč zunaj Republike Hrvaške. Gledališče ima dvorano z 288 sedeži.